# Ron Delany
Ronald Michael (Ron) Delany (Arklow, 6 maart 1935) is een Iers voormalig atleet.

## Biografie
Delany won tijdens de Olympische Zomerspelen 1956 in het Australische Melbourne de gouden medaille op de 1500 in een olympisch record. In 1960 kwam hij op de 800 meter niet door de kwartfinale.

## Palmares

### 800 m
- 1960: KF OS - 1.51,0
- 1961  universiade

### 1500 m
- 1956:  OS - 3.41,2 OR
- 1958:  EK - 3.42,3

## Persoonlijke records
| Onderdeel | Prestatie | Datum           | Plaats    |
| --------- | --------- | --------------- | --------- |
| 800m      | 1.47,1    | 1961            |           |
| 1500m     | 3.41,2    | 1 december 1956 | Melbourne |

1896: Teddy Flack ·
1900: Charles Bennett ·
1904: Jim Lightbody ·
1908: Mel Sheppard ·
1912: Arnold Jackson ·
1920: Albert Hill ·
1924: Paavo Nurmi ·
1928: Harri Larva ·
1932: Luigi Beccali ·
1936: Jack Lovelock ·
1948: Henry Eriksson ·
1952: Josy Barthel ·
1956: Ron Delany ·
1960: Herb Elliott ·
1964: Peter Snell ·
1968: Kipchoge Keino ·
1972: Pekka Vasala ·
1976: John Walker ·
1980: Sebastian Coe ·
1984: Sebastian Coe ·
1988: Peter Rono ·
1992: Fermín Cacho ·
1996: Noureddine Morceli ·
2000: Noah Ngeny ·
2004: Hicham El Guerrouj ·
2008: Asbel Kiprop ·
2012: Taoufik Makhloufi ·
2016: Matthew Centrowitz ·
2020: Jakob Ingebrigtsen ·
2024: Cole Hocker
- Gemeinsame Normdatei: 132808676
- International Standard Name Identifier: 0000 0001 1438 2335
- Library of Congress Control Number: nr2006033005
- SNAC: w6gk1rmk
- Virtual International Authority File: 14734228
- WorldCat: E39PBJfxdKH8Yt6bhxrKpwCxXd